# 2019년 도주범죄인 및 형사법 관련 법률 지원 개정 법안
2019년 도주범죄인 및 형사법 관련 법률 지원 개정 법안(중국어: 2019年逃犯及刑事事宜相互法律協助法例（修訂）條例草案, 영어: Fugitive Offenders and Mutual Legal Assistance in Criminal Matters Legislation (Amendment) Bill 2019) 또는 2019년 홍콩 범죄인 인도법(2019年-犯罪人引渡法)은 2019년에 홍콩에서 제출된 법안이다.
홍콩 여론은 반대 성향이며, 2019년 3월부터 산발적으로 시위가 발생하고 있다. 2019년 6월 9일에 열린 세 번째 반대 시위에서는 홍콩 인구의 약 7분의 1에 해당하는 103만 명이 참가하였다.

## 배경
2018년 2월, 홍콩인 연인이었던 찬통카이와 푼휘잉이 타이완으로 여행을 갔는데 당시 푼휘잉은 임신 4개월이었다. 푼휘잉이 찬통카이에게 뱃속의 아이는 찬통카이의 아이가 아니라 다른 남자의 아이라며 섹스 비디오를 보여 주자 찬통카이가 푼휘잉을 살해하고 카드를 훔쳐 홍콩으로 도주했으나, 홍콩 사법부와 경찰은 홍콩 내에서 훔친 카드를 사용한 것을 제외하고는 찬통카이를 처벌할 수 없어 이 법이 추진되었다.